# Doassansiopsis nymphoides
Doassansiopsis nymphoides är en svampart som beskrevs av Vánky 2002. Doassansiopsis nymphoides ingår i släktet Doassansiopsis och familjen Doassansiopsidaceae.   Inga underarter finns listade i Catalogue of Life.